# Пражмовский, Адам (астроном)
Адам Юзеф Игнаций Пражмовский (пол. Adam Józef Ignacy Prażmowski; 1821—1885) — польский математик, астроном, астрофизик, изобретатель, энциклопедист, редактор и педагог, автор многих открытий в изучении комет, физики солнечной короны и солнечных протуберанцев; самостоятельно разработал ряд астрономических приборов.

## Биография
Адам Пражмовский родился 3 (15) марта 1821 года в городе Варшаве. Успешно окончив в 1839 году так называемые добавочные курсы, был назначен вторым помощником астронома-наблюдателя в Варшавскую обсерваторию и стал писать небольшие статьи и заметки по своей специальности для журнала «Biblioteka Warszawska». 

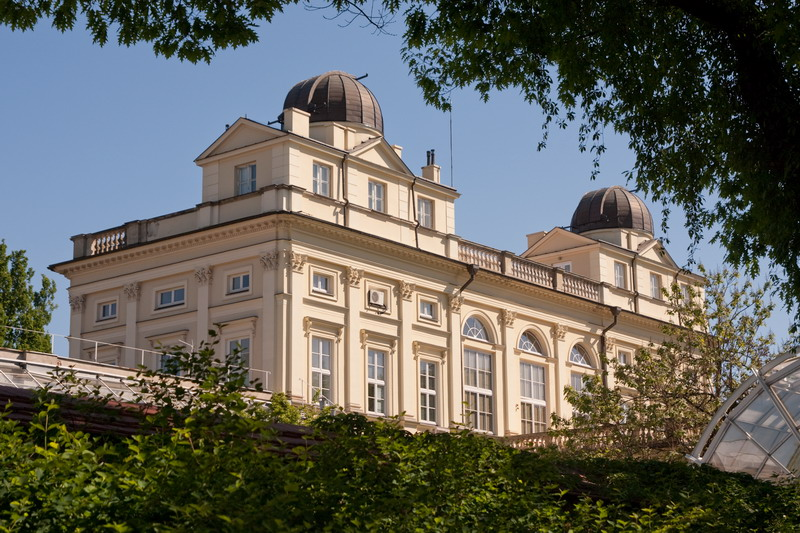
Варшавская университетская астрономическая обсерватория

В 1846 году Пражмовский был членом комиссии для измерений и составил статью: «Die Verbindungen preussischer und russischer Dreiecks-Ketten» (СПб. 1862), затем был командирован в Бессарабию для измерений меридиана, о чём свидетельствует его реферат: «Opérations géodolique entre le Danube et Je golf de Finland» (СПб. 1870).
Вскоре А. Пражмовский был назначен старшим помощником директора Варшавской обсерватории и в 1860 году командирован в Испанию для наблюдения за затмением солнца, о чём издал работу: «Observation de l'éclipse total de soleil du 18 juillet» (Париж. 1860). 19 октября того же года Пражмовский был назначен временным преподавателем физики в Варшавской медико-хирургической академии, а спустя два года перешёл в Варшавскую главную школу, в звании адъюнкта, по кафедре физики и геодезии. 

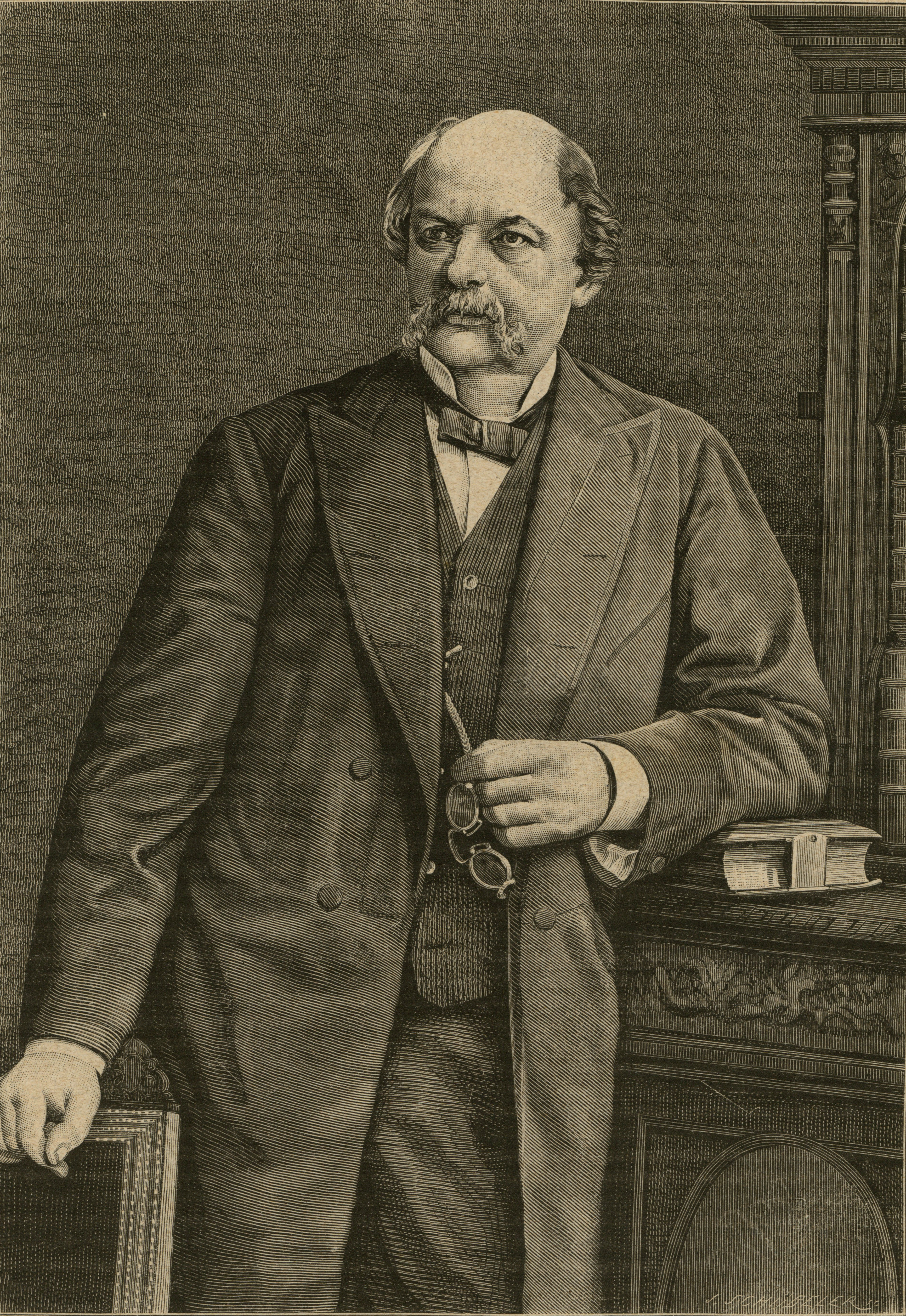
Адам Пражмовский (1880)

Летом 1863 года Адам Пражмовский уехал в Париж для восстановления расстроенного здоровья и для научных занятий; заболев там, он просил об отсрочке отпуска, в чём, однако, Правительственная комиссия Просвещения отказала ему и затем, когда он не возвратился по истечении четырёх месяцев, 19 марта 1864 года уволила его от должности. Ректор Главной школы И. И. Мяновский, летом 1864 года, встречался с Пражмовским за границей и уговаривал его возвратиться в Варшаву, в свою же очередь 15 сентября 1864 года вошёл в Правительственную Комиссию с представлением о назначении Пражмовского на прежнюю должность, причём он указал научные труды его и высказал мнение, что потеря столь даровитого учёного была бы весьма чувствительной для Главной школы, но его усилия не увенчались успехом. 
Между тем Адам Пражмовский обустроился во французской столице: открыл там мастерскую для изготовления астрономических и физических инструментов и снарядов; многие из них он улучшил, а некоторые изобрёл самостоятельно: его гигрометрическая таблица употреблялась во Франции и спустя много лет после его смерти. 

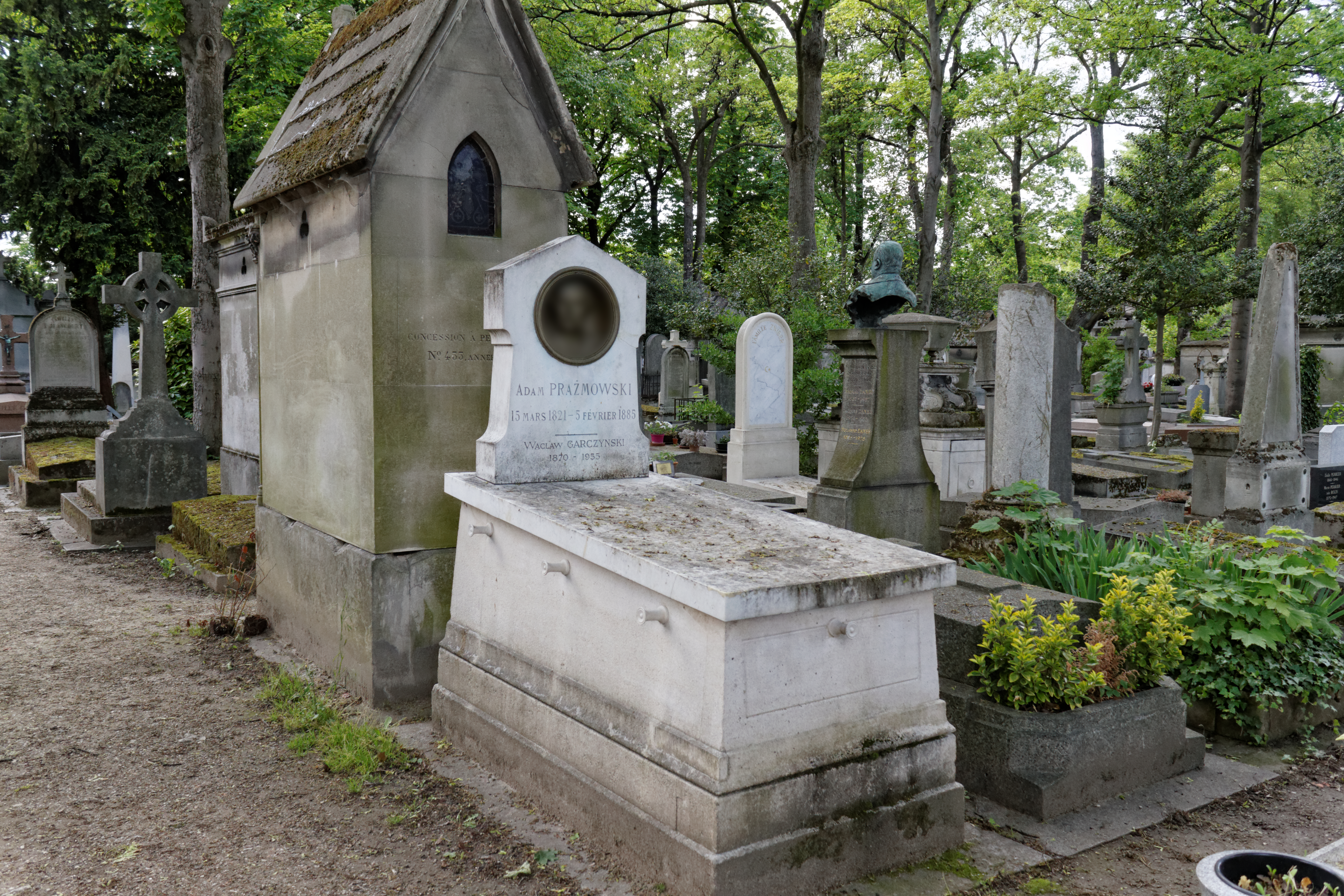
Могила Пражмовского

Пражмовский был членом французских ученых обществ и существующего в Париже Польского общества математических наук, а также редактировал также издаваемый упомянутым обществом «Pamiętnik towarzystwa nauk ścistych w Paryżu». 
Пражмовский также является одним из авторов 28-и томной Всеобщей энциклопедии на польском языке под редакцией Самуэля Оргельбранда; его имя упомянуто в первом томе первого издания за 1859 год.
Адам Юзеф Игнаций Пражмовский скончался 24 января (5 февраля) 1885 года в Париже и был погребён на кладбище Пер-Лашез.